# Combretum hartmannianum
Espèce
Statut de conservation UICN

 VU (needs updating) A1c+2c : Vulnérable
Synonymes
- Poivrea hartmanniana Schweinf.[1]

Combretum hartmannianum est une espèce de plantes à fleurs du genre Combretum de la famille des Combretacées. C'est un arbre tropical du nord-est de l'Afrique. IL est trouvé au Soudan, en Éthiopie et en Érythrée.